# Helzen
Helzen ist eine Ortschaft in der Stadt Waldbröl im Oberbergischen Kreis im südlichen Nordrhein-Westfalen Deutschland innerhalb des Regierungsbezirks Köln.

## Lage und Beschreibung
Das Dorf liegt am südlichsten Zipfel der Stadt Waldbröl und des Oberbergischen Kreis.

## Geschichte

### Erstnennung
1506 wurde der Ort das erste Mal urkundlich erwähnt und zwar „Henne van Hellsheyn gehört zu den geschworenen homburgischen Knechten, die bei einem hörigen Tausch zwischen Berg und Sayn als Zeugen fungierten.“
Die Schreibweise der Erstnennung war Hellsheyn.

## Freizeit

### Vereinswesen
- Friedhofs-Verein Helzen-Vierbuchen

### Wander- und Radwege
Der Wanderweg A4 führt durch Helzen, von Vierbuchermühle kommend.